# Ambasada Ugandy w Berlinie
Ambasada Ugandy w Berlinie – misja dyplomatyczna Republiki Ugandy w Republice Federalnej Niemiec.
Ambasador Republiki Ugandy w Berlinie oprócz Republiki Federalnej Niemiec akredytowany jest również w Republice Austrii, Republice Bułgarii, Republice Czeskiej, Rzeczypospolitej Polskiej, Rumunii, Republice Słowackiej, przy Stolicy Apostolskiej, na Węgrzech oraz przy Biurze Narodów Zjednoczonych i innych organizacjach w Wiedniu.